# Мансыревы
Мансыревы — татарский княжеский род.
Потомство Ейнадара Мансырева, которому грамотой великого князя Василия Иоанновича от 09 июня 1526 года, после брата его Бахтеяра, дано княжение над Чепчерянской Мордвой. Потомство его в царских грамотах и служебных документах именовались князьями.
Определением Правительствующего Сената от 15 сентября 1837 и 19 мая 1864 годов утверждены в достоинстве татарских князей, со внесением в VI часть родословной книги, князья Мансыревы:
1. Титулярный советник Степан Михайлович и дети его: Александр, флотский лейтенант Никанор, Евгения и Мария, а также внуки: поручик Павел и Николай Никаноровичи и правнук Алексей Павлович.
2. Сергей и Николай Николаевичи Мансыревы[2].

Род князей Мансыревых внесен в VI часть родословной книги Пензенской губернии.

## Известные представители
- князь Мансырев Дмитрий Бекбаев — стольник в 1688—1690 г.
- князь Мансырев Иван Елмаметев — стольник в 1688—1690 г.
- князь Мансырев Иван Сабаев — стольник в 1688—1690 г.
- князь Мансырев Логин Аюкаев — стольник в 1688—1690 г.
- князь Мансырев Михаил Бекбаев — стольник в 1688—1690 г.
- князь Мансырев Михаил Сабаев — стольник в 1688—1690 г.
- князь Мансырев Спиридон Ибрагимов — стольник в 1688—1690 г.
- князь Мансырев Филипп Бекбаев — стольник в 1688—1690 г.
- князь Мансырев Филипп Резенов — стольник в 1688—1690 г.
- князь Мансырев Яков Еникеев — стольник в 1688—1690 г.
- князь Федор Курманалеев — стольник в 1688—1690 г.[3].